# Cheung citang van Shan Ha Tsuen
Cheung citang van Shan Ha Tsuen is de citang van de familie Cheung in het Hongkongse dorp Shan Ha Tsuen. Alle inwoners van het dorp hebben de familienaam Cheung. De tanghao van de citang is Huafengtang (華封堂). Het werd in 1815 door de lokale familie Cheung. Sinds 1999 is het gebouw een monumentaal pand.
Van de jaren dertig tot vijftig van de 20e eeuw werd het gebouw naast het gebruik om de voorouders te vereren, ook gebruikt om basisschoolkinderen les te geven. Onderwijs werd alleen aan de zoons van de familie Cheung gegeven. Later mochten de dochters van de familie 's avonds les volgen in de citang. In 1958 werd in de buurt van het dorp Lam Hau Tsuen een basisschool gebouwd, waardoor de kamer van de schooldirecteur van de citang een kantoor werd voor dorpszaken. In de citang is ook een keuken te vinden.
De verre voorouder van de familie Cheung in dit dorp en in Dongguan is Zhang Jiuling (張九齡).